# Czantoria-Kamm

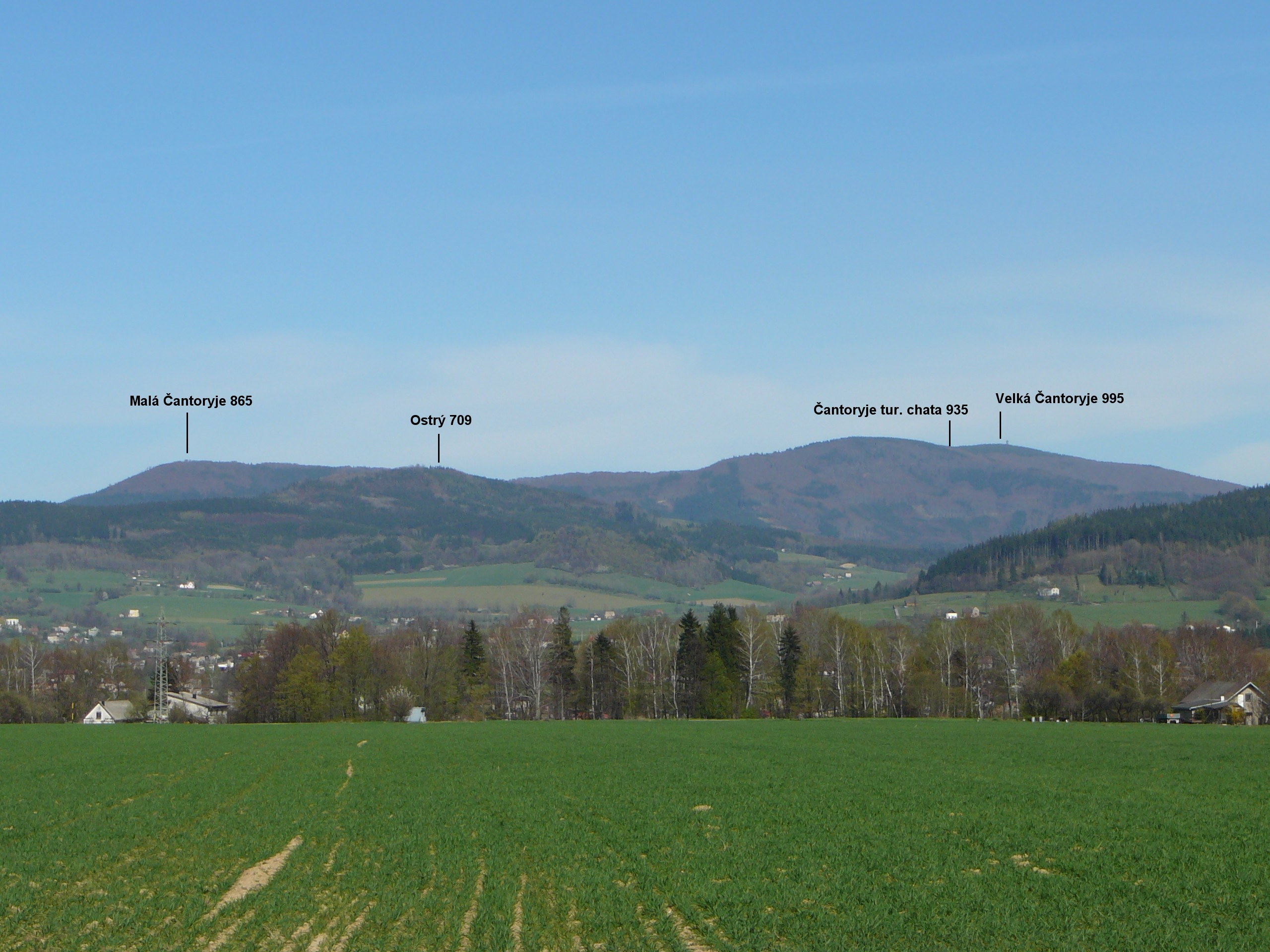
Der nördliche Teil des Kamms

Czantoria Kamm (polnisch: Pasmo Czantorii) ist einer der Bergrücken in den Schlesischen Beskiden, der auch Stożek und Czantoria Kamm (polnisch: Pasmo Stożka i Czantorii) genannt wird. 

## Geografie
Der Kamm befindet sich zwischen den Tälern der Gebirgsflüsse der Olsa und der oberen Weichsel und stellt damit die Wasserscheide zwischen der Oder und Weichsel dar. Über den Kamm verläuft die Grenze zwischen Polen und Tschechien. Zu den bis zu ca. 1000 m über NN hohen Gipfeln gehören die Tuł (621 m), Czantoria Mała (866 m), Czantoria Wielka (995 m), Kyrkawica (973 m), Soszów Mały (762 m), Soszów Wielki (886 m), Cieślar (918 m), Stożek Mały (843 m), Stożek Wielki (978 m), Kiczory (990 m), Młoda Góra (834 m) sowie die Pässe Przełęcz Lączecko (786 m), Przełęcz Kubalonka (761 m), Przełęcz Szarcula (760 m) im Übergang zum Barania-Kamm, Bukowa (713 m), Ostry (709 m), Krzywy (646 m), Czajka (572 m) und Wróżna (571 m).
Der Kamm ist stark bewaldet. Ursprünglich dominierten Mischwälder mit Buchen und Tannen, derzeit trifft man vor allem auf Buchen und Fichten. Über den Kamm verläuft der Beskiden-Hauptwanderweg von Ustroń nach Wołosate in den Bieszczady.